# Zagyvarékas, Jász-Nagykun-Szolnok
Zagyvarékas  este un sat în districtul Szolnok, județul Jász-Nagykun-Szolnok, Ungaria, având o populație de 3.615 locuitori (2011). 

## Demografie
Componența etnică a satului Zagyvarékas
     Maghiari (89,38%)
     Romi (9,42%)
     Necunoscut (0,33%)
     Alții (0,87%)
Componența confesională a satului Zagyvarékas
     Romano-catolici (40,22%)
     Fără religie (26,11%)
     Reformați (3,37%)
     Necunoscută (28,96%)
     Alte religii (2,21%)
Conform recensământului din 2011, satul Zagyvarékas avea 3.615 locuitori. Din punct de vedere etnic, majoritatea locuitorilor (89,38%) erau maghiari, cu o minoritate de romi (9,42%). Apartenența etnică nu este cunoscută în cazul a 0,33% din locuitori. Nu există o religie majoritară, locuitorii fiind romano-catolici (40,22%), persoane fără religie (26,11%) și reformați (3,37%). Pentru 28,96% din locuitori nu este cunoscută apartenența confesională.